# Орбеаска де Жос (Телеорман)
Орбеаска де Жос (рум. Orbeasca de Jos) насеље је у Румунији у округу Телеорман у општини Орбеаска. Oпштина се налази на надморској висини од 65 m.

## Становништво
Према подацима из 2002. године у насељу је живело 2584 становника, од којих су сви румунске националности.